# Kamari (Estland)
Kamari is een plaats in de Estlandse gemeente Põltsamaa, provincie Jõgevamaa. De plaats heeft 155 inwoners (2021) en heeft de status van groter dorp of ‘vlek’ (Estisch: alevik).
Kamari ligt aan de rivier Põltsamaa.

## Geschiedenis
Kamari werd voor het eerst genoemd in een document uit 1583 onder de Poolse naam Kamery Wielkie.
In 1977 werd Kamari gesplitst in een zuidelijk deel, Kamari, en een noordelijk deel, Väike-Kamari (Klein-Kamari).